# HC Valpellice
Der HC Valpellice Bulldogs ist ein italienischer Eishockeyclub, der seit 2019 in der drittklassigen IHL Div. I spielt. Der Club ist in dem Ort Torre Pellice in der Provinz Turin beheimatet.

## Geschichte
Der Valpellice Sporting Club wurde 1934 in Torre Pellice von den Studenten Giorgio und Giuseppe Cotta Morandini als erste Eishockeymannschaft im Piemont gegründet. Als Spielstätte fungierte zunächst ein zugefronener See, später wurden die Heimspiele im Eispalast „Filatoio“ ausgetragen. 1957 wurde der Spielbetrieb eingestellt, nachdem zuvor ein Großteil der Mannschaft zum Torino HC gewechselt war. 1962 wurde die Mannschaft als Unione Sportiva Valpellice wiederbelebt.
Anlässlich der Olympischen Winterspiele 2006 in Turin wurde eine neue Eishalle mit 2.440 Plätzen errichtet, in der die Mannschaft seither spielt.

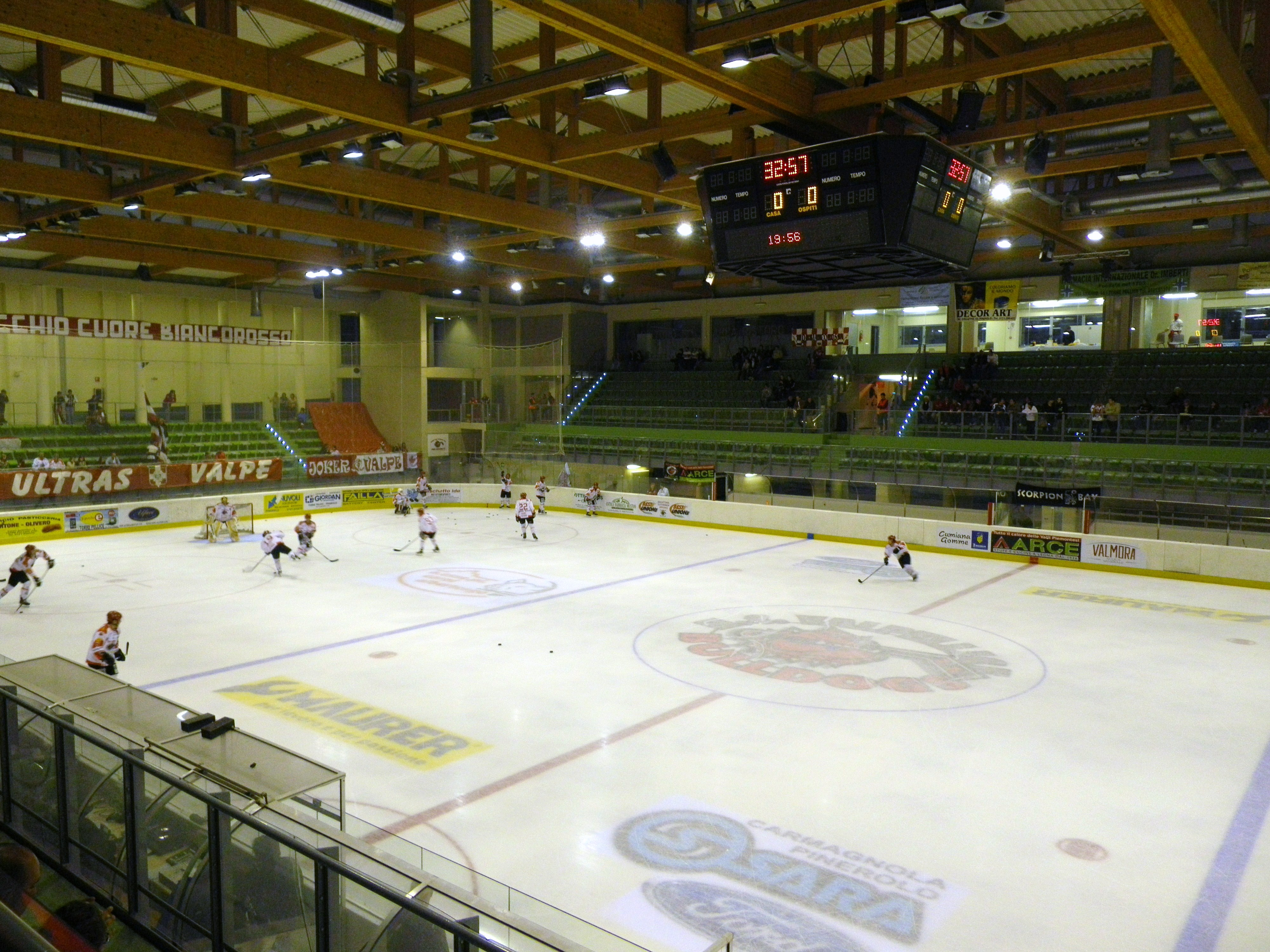
Pala Cotta Morandini

In der Saison 2008/09 kam der Verein auf den zweiten Platz in der zweitklassigen Serie A2. Die zum Aufstieg in die Serie A berechtigten WSV Sterzing Broncos verzichteten und daraufhin rückte der HC Valpellice nach. 2013 erreichte die Mannschaft mit dem Gewinn der Coppa Italia den ersten nationalen Titel der Vereinsgeschichte. Dieser Erfolg konnte 2016 wiederholt werden.
Der HC Real Turin war ab Juli 2010 das Farmteam des HC Valpellice.
Der HC Valpellice war der einzige Club der Serie A, der 2016 nicht in die neu gegründete Alps Hockey League wechselte, stattdessen trat man in der Saison 2016/17 mit einem Amateurteam in der Serie C an. In der Saison 2018/19 nahm keine Herrenmannschaft am Spielbetrieb teil, 2019 nahmen die HCV Bulldogs erneut an der IHL Division 1 teil.

## Trainer
| Zeit      | Trainer                                            |
| --------- | -------------------------------------------------- |
| 1954      | Aldo Frache                                        |
| 2002      | Jan Gajda                                          |
| 2006–2009 | Massimo Da Rin                                     |
| 2009/10   | Alain Vogin, Stefano Canale                        |
| 2010/11   | Barry Martinelli, Giulio Francella, Mike Ellis     |
| 2011/12   | Mike Ellis, Ron Ivany                              |
| 2012–2014 | Mike Flanagan                                      |
| 2014/15   | Jeff Pyle (bis Februar 2015), danach Fabio Armani  |
| 2015/16   | Pat Curcio (bis Oktober 2015), danach Tom Barrasso |
| 2019–     | Dino Grossi                                        |

## Bekannte ehemalige Spieler
- Chris Lyness